# ТриМоб
50°25′13″ пн. ш. 30°31′20″ сх. д. / 50.42028° пн. ш. 30.52222° сх. д.
«ТриМоб» (веде бізнес як 3Mob) — український оператор стільникового зв'язку, який не має власної стільникової мережі та використовує мережу Vodafone Україна як віртуальний оператор. До травня 2025 року оператор мав власний частотний ресурс, але відмовився від нього.
Належить компанії Укртелеком. З 1 січня 2012 року надає послуги абонентам, яких до цього обслуговувала компанія «Укртелеком» в особі філії Утел. Станом на лютий 2021 року абонентська база оператора становить більше 150 тисяч користувачів.

## Історія
ТОВ «ТриМоб» створене компанією Укртелеком за рішенням від 30 серпня 2011 року з метою відокремлення діяльності з надання послуг рухомого (мобільного) зв'язку в окрему юридичну особу та зареєстроване 5 вересня 2011 року. «Укртелеком» є повноцінним власником новоствореної компанії.
27 жовтня «ТриМоб» отримав статус оператора зв'язку, а 17 листопада — ліцензію на надання послуг рухомого (мобільного) телефонного зв'язку з правом техобслуговування (на термін до 2020 року) та використання радіочастот для цифрового стільникового зв'язку стандарту IMT-2000 CDMA (UMTS/W-CDMA) (на використання спільно з ПАТ «Укртелеком»), а також радіорелейний зв'язок.
З 23 грудня компанії «ТриМоб» належать ідентифікаційний код мережі (91) та код MNC (07). Послуги мобільного зв'язку абонентам надаються з 1 січня 2012 року. Влітку 2012 року оператор почав надавати послуги під маркою 3Mob. 26 серпня 2014 року компанія припинила використання торговельної марки «ОГО! Мобільний», яка перейшла в спадок від філії «Утел» і використовувалася паралельно з назвою «ТриМоб».
З 24 липня 2017 року, на базі мережі ТриМобу почав працювати найбільший у світі[уточнити (див. СО)] віртуальний мобільний оператор Lycamobile.

## Колишня стільникова мережа
Мережа була побудована на базі технології W-CDMA за стандартом UMTS і працювала на частоті 2100 МГц (два FDD-діпазони: 1935—1950 МГц та 2125—2140 МГц). Також підтримувався протокол HSDPA, що теоретично дозволяє досягти швидкості завантаження 14,4 Мбіт/с. До 2010 р. послуги надавалися на швидкості завантаження до 3,6 Мбіт/с, з 2010 р. доступна швидкість до 7,2 Мбіт/с.
Ядро мережі складалось з комутаторів передачі даних SGSN та GGSN, комутатора голосових та відео дзвінків MSS та шести шлюзів голосового трафіку MGW, що були розташовані в шести найбільших містах країни.
Станом на 2011 рік, 3G-мережа була доступна в більш ніж 100 містах України, де проживає близько 35 % населення країни, включаючи усі обласні, а також найбільші промислові та адміністративні центри України. З 29 вересня 2014 року послуги оператора недоступні у м. Севастополь. Мережа 2G (послуги GSM та GPRS у режимі національного роумінгу) недоступна на території Кримського півострову з 22 вересня 2014 р. У ніч з 9 на 10 лютого 2015 р. у зв'язку із захопленням майна компанії послуги зв'язку припинені на всій території АР Крим.
Станом на 1 серпня 2017 рік мережа мала найменше покриття, не оновлюючись з 2015 року.
11 липня 2017 року ТОВ «ТриМоб» отримало від НКРЗІ копію власної ліцензії на надання послуг мобільного зв'язку з правом технічного обслуговування та експлуатації телекомунікаційної мережі та надання частот ТОВ «Лайкамобайл Україна» на всій території України,
на основі якої 24 липня оператор «Лайкамобайл Україна» розпочав свою роботу.

Тоді ж «Укртелеком» оголосив про намір інвестувати $2 млн у мережу, що належить «ТриМоб», насамперед з метою покращення надійності зв'язку Lycamobile в Україні
.
У грудні 2019 року «Укртелеком» оголосив про намір залишити за «ТриМоб» частотний ресурс лише у межах м. Києва, а поза його межами використовувати ресурс, що ліцензується Lycamobile.
З січня 2020 року, ТриМоб припинив підтримку своєї власної UMTS мережі, окрім міста Києва, здійснивши переключення абонентів у національний роумінг.У травні 2025 року оператор відмовився від останнього наявного у нього власного частотного ресурсу у Києві.

#### Національний роумінг
З 14 січня 2015 року ТОВ «ТриМоб» повідомляє про укладення з ПрАТ «МТС Україна» угоди про надання послуги двостороннього національного роумінгу. Відтепер абоненти ТриМоб  користуються послугами рухомого (мобільного) зв'язку та доступу до Інтернет в мережі Vodafone UA ( ВФ Україна ( раніш назва МТС Україна) ), Інтернет 3G (UMTS/HSPA) з модему HUAWEI E1550 з OS Linux: Download >2 Mbps, Upload 0.3 Mbps. Станом на 26 січня 2015 р. в режимі роумінгу з «МТС Україна» були доступні лише голосові послуги. З 14 січня 2015 року абонентам мережі «ТриМоб».
В офіційному релізі «Тримоб» нічого не сказано про зміну роумінг-партнера, проте наполегливість, із якою оператор пропонує користуватися послугами «МТС», справді наводить на такі думки.
З 3 березня 2010 року діє роумінг в GSM мережі оператора «Київстар» (стандарти GSM-900, DCS-1800). Повний спектр послуг задіяно з 15 березня 2010 р.
До цього діяв договір про національний роумінг для абонентів компанії у мережі ЗАТ «УРС» від 1 листопада 2007 року. Тоді ж почали діяти базові послуги мережі. На грудень 2007 р. було заплановано впровадження обміну MMS-повідомленнями, а також EDGE/GPRS. Із середини серпня 2008 р. був налагоджений MMS-обмін з «Beeline».
В свою чергу, національний роумінг в мережі «ТриМоб» надається для абонентів «Київстар» та «МТС Україна» (для останнього послуга доступна з 16 лютого 2015 р.. Раніше, з 1 жовтня 2014 р. по 9 лютого 2015 р., послуга надавалася на території Криму).
З 1 травня 2008 року абонентам послуги «Інтернет 3G» від компанії «Київстар» надана можливість користуватися мережею «Утел».
Наприкінці травня 2008 р. доступ до мережі компанії відкрито для абонентів послуги 3G-інтернету (послуга «Інтернет 3G», включена в тариф «29» зі спеціальною наклейкою «Інтернет 3G» та комплект «3G-модем Beeline») компанії «УРС». З січня 2010 р. планувалося розширити можливості доступу.

#### Міжнародний роумінг
Станом на 29 травня 2008 р., послуги міжнародного роумінгу для абонентів компанії доступні у Росії, Білорусі, Молдові, Польщі, Ліхтенштейні, Казахстані, Вірменії, Киргизії та Італії.
Протягом 2010 р. також укладено 10 угод щодо надання послуг міжнародного роумінгу. В комерційну експлуатацію введено 39 напрямків послуги голосового роумінгу, 31 — послуги дата-роумінгу, 9 — послуги CAMEL-роумінгу.

## Тарифи
Для приватних осіб
Для абонентів за передплатою
Тарифний план green без абонплати
≥ 1 гривня на 365 днів, на вхідні пристрій працює, на вихідні згідно тарифів + безкоштовні, тариф green  .

### Ідентифікація оператора
- ідентифікаційний код мережі стільникового зв'язку — +380 91[9]
- TAP-код оператора: UKRUT[44]
- код мережі (MCC-MNC): 255-07 (на дисплеї телефону ідентифікується як TriMob, 3Mob, Ukrtelecom, UTEL, UTEL3G, UA-07, UKR-07)[9][44]. В національному роумінгу з мережі MTS 255 01 (на дисплеї телефону ідентифікуються як Vodafone UA_U... , Vodafone UA_3... .